# Kötzschau
Kötzschau este o comună din landul Saxonia-Anhalt, Germania.